# Järrestads socken
Järrestads socken i Skåne ingick i Järrestads härad, uppgick 1952 i Simrishamns stad och området ingår sedan 1971 i Simrishamns kommun och motsvarar från 2016 Järrestads distrikt.
Socknens areal är 7,56 kvadratkilometer varav 7,52 land.  År 2000 fanns här 417 invånare. En del av orten Gröstorp samt kyrkbyn Järrestad med sockenkyrkan Järrestads kyrka ligger i socknen.

## Administrativ historik
Socknen har medeltida ursprung.
Vid kommunreformen 1862 övergick socknens ansvar för de kyrkliga frågorna till Järrestads församling och för de borgerliga frågorna bildades Järrestads landskommun. Landskommunen uppgick 1952 i Simrishamns stad som 1971 ombildades till Simrishamns kommun. Församlingen uppgick 2006 i Simrishamns församling.
1 januari 2016 inrättades distriktet Järrestad, med samma omfattning som församlingen hade 1999/2000.  
Socknen har tillhört län, fögderier, tingslag och domsagor enligt vad som beskrivs i artikeln Järrestads härad.

## Geografi
Järrestads socken består av två enklaver åtskilda av Gladsax socken och ligger sydväst om Simrishamn på Österlen med Tommarpsån i söder. Socknen är en odlad slättbygd.

## Fornlämningar
Stenkammargravar från stenåldern är funna. Från bronsåldern finns gravar och hällristningar, Järrestads hällristningar.
Området i sig är rikt på fornfynd och dess historia sträcker sig tillbaks till stenåldern. Området kan kallas för centralbygd och hade sin höjdpunkt under järnålder och medeltid. Placeringen vid åns nedre lopp var fördelaktigt ur ett kommunikationsperspektiv och kan ha haft betydelse sociala funktioner såsom mötesplatser för kult, handel, rättskipning och andra omvärlskontakter. En kilometer norr om Järrestad strax väster om vägen mot Gladsax finns Skånes bäst bevarade hällristningar: Järrestads hällristningar.

### Stenålder
I området kring Järrestad finns lämningar av neolitiska lösfynd, kända boplatser, offer- och depåfynd samt megalitgravar. Området verkar ha brukats redan från mesolitisk tid men det är de tidiga neolitiska stenålderslämningarna som har lämnat avtryck. Det stora antalet gånggrifter och dösar längs Tommarpsån visar på omvärldskontakter och en hög befolkningstäthet sett från ett bondestenåldersperspektiv, i fornminnesregistret finns 19 registrerade stenåldersboplatser registrerade i Järrestad socken. Enligt paleobotaniska analyser visar att bosättningarnas ekonomi baserades på betesdrift och att odlingen hade en underordnad betydelse. Man kan även urskönja en kontinuitet från tidig bondestenålder till sen bondestenålder i det arkeologiska fyndmaterialet. I samband med arkeologiska undersökningar har man stött på en stridsyxegrav som låg i anslutning till fyra hällkistor som rumsligt bildade en gravgrupp med sex stycken lerkärl, varav det har legat minst tre individer begravna men det finns inga skelett bevarade. Två lösfynd som bör nämnas är pilspetsarna med tånge, dessa pilspetsar som förknippas med den västeuropeiska klockbägarkulturen som starkt associeras till indruktionen av metallurgi i södra Skandinavien.

### Bronsålder
Tre bronsåldershögar ligger på åsens krön ovanför hällristningsområdet. Koncentrationer av högar och tilldelningen av rika fynd samt förekomsten av hällristningar på kustnära platser i sydöstra Skåne kan tyda på att det under bronsåldern funnits betydande ekonomiska och ceremoniella centra på dessa platser. Paleobotaniska analyser tyder på att betesmarkerna uppe på Järrestadsplatån brukades även under bronsåldern och att området väster om platån har man funnit fynd som tyder på att ett boplatskomplex har funnits där. Pollendiagram och tillvaratagandet av enstaka brända sädeskorn i makrofossil visar på att odlingen fortfarande var ringa i området. Förutom de tre gravhögarna "Jarladösen" i norr, "Jarlafruns dös" vid ån i sydväst och norr om denna gravgrupp finns en överodlad hög som innehöll en hällkista med tröskelsten där man hittade skelettdelar från flera individer. Enligt inventeringen från 1929 ska det ha funnits ytterligare en hällkista och urnegravar från yngre bronsålder, troligtvis har det även funnits fler högar som har blivit överplöjda.

### Järnålder
Fynd från Järnåldern inkluderar en rik kvinnograv från 300-talet och bland annat en yngre storgård.

## Namnet
Namnet skrevs 1322 Iarllestatha och kommer från kyrkbyn. Förleden innehåller mansnamnet Iarli. Efterleden innehåller sta(d), 'plats, ställe'.
Namnet skrevs före 1902 även Jerrestads socken.